# Tonči Žilić
Tonči Žilić (Split, 25. veljače 1975.) bivši je hrvatski nogometaš koji je igrao na poziciji braniča.
Karijeru je započeo u Osijeku nakon kojeg par godina putuje kroz talijanske Seriu A i Seriu B igrajući za klubove poput Siene i Hellas Verone. Vraća se u 1. HNL gdje nastupa za Šibenik s kojim ispada iz 1. lige. Slijedi poziv u Zagreb gdje zajedno s Robertom Prosinečkim nastupa u sezoni 2003./04., no, završava pri dnu ljestvice.
Nakon toga odlazi u redove splitskog Hajduka gdje provodi 3 sezone u okviru prve momčadi, svaku lošiju od prošle. Isprva je još nešto i nastupao, a nakon toga sve manje. U međuvremenu se nikako nije pokazao kao pojačanje, mnogo više kao veliki kikser, a iskazao se jedino iznimno profesionalnim pristupom svom poslu zbog čega su ga treneri cijenili. Tijekom boravka u Hajduku na proljeće 2007. u kup-derbiju s Dinamom udario je šakom u lice Dina Drpića zbog čega je zaradio više utakmica kazne, no, ne i crveni karton. Naime, sudac Vlado Svilokos isključio je nedužnog Mladena Pelaića nakon što mu je Žilić uporno tvrdio da nije kriv. Nakon sezone 2006./07. stavljen je na transfer listu, te trenira odvojeno od momčadi (s juniorima) dok mu ne istekne ugovor.
Statistika u Hajduku
| Natjecanje        | Nastupi | Zgoditci |
| ----------------- | ------- | -------- |
| Prvenstvo         | 44      | 1        |
| Kup               | 11      | 0        |
| Superkup          | 2       | 0        |
| Međunarodne       | 3       | 0        |
| Splitski podsavez | 0       | 0        |
| Ukupno            | 60      | 1        |
| Prijateljske      | 34      | 0        |
| Sveukupno         | 94      | 1        |